# Канчело (Кремона)
Канчело (итал. Cancello) је насеље у Италији у округу Кремона, региону Ломбардија.
Према процени из 2011. у насељу је живело 13 становника. Насеље се налази на надморској висини од 37 м.